# Hiroshima mon amour (Ultravox)
Hiroshima mon amour è una canzone scritta da John Foxx, Warren Cann, e Billy Currie del gruppo musicale Ultravox! e pubblicata il 7 ottobre 1977 dalla Island Records come singolo, con ROckWrok come lato A. Il 45 giri anticipò di una settimana l'uscita dell'album Ha! Ha! Ha!, contenente i due brani e pubblicato il 14 ottobre. La versione su 33 giri di Hiroshima mon amour è considerata uno dei brani più celebrati e famosi della prima formazione degli Ultravox.

## Il brano
La genesi del brano iniziò come una delle canzoni più votate al rock puro tra quelle composte dalla band e fu proprio questa versione, che era un demo, ad essere pubblicata nel singolo. Molto più rock e meno d'atmosfera, priva di sassofono, con violino, batteria e chitarre a dominare il suono, sarebbe stata riproposta tra le bonus track nella versione dell'album in CD del 2006. La versione definitiva fu invece quella più lenta e più famosa registrata per il 33 giri.
Per Hiroshima Mon Amour, la band utilizzò per la prima volta la drum machine Roland TR77, che consentì al batterista Warren Cann di ottenere sonorità mai sperimentate in precedenza. A tal proposito successivamente Cann dichiarò: «Il Roland TR77 era totalmente improgrammabile. Quello che ci piaceva era l'effetto ipnotico ed assolutamente costante del tempo tenuto in maniera perfetta». Il Roland TR77 fu poi usato anche per registrare Quiet Man, traccia contenuta nell'album Systems Of Romance, e su altri due brani che gli Ultravox interpretarono solo dal vivo.

### Versione registrata sull'LP
La struggente versione sul 33 giri è una composizione dal forte impianto evocativo, capace di miscelare animo romantico e disperazione decadente mitteleuropea in cinque minuti di durata, un brano dai toni chiaroscuri contemporaneamente distaccato e malinconico. Fu il frontman e cantante John Foxx, che in questa versione offre una delle sue migliori interpretazioni, a suggerire l'idea di rallentare la prima versione incisa per provare un approccio differente, maggiormente "europeo" e d'atmosfera.
Di rilievo fu il contributo del musicista C.C. del gruppo Gloria Mundi nella versione pubblicata su album, contributo che si rivelò fondamentale per il caldo e struggente suono del suo sassofono. La scelta di aggiungere il sax di C.C. avvenne negli studi della Parlophone, dove il gruppo stava registrando. Incise due sole prove e ne fu scelta la prima. La traccia costituisce una rarità nel catalogo della band, che per la prima volta incise un brano con l'apporto di un musicista ospite estraneo al gruppo. Una versione lenta di Hiroshima mon amour fu eseguita dagli Ultravox! nel 1978 all'Old Grey Whistle Test, nota trasmissione musicale della BBC.

### Titolo
Anche se la traccia condivide il proprio titolo con l'omonimo film francese di Alain Resnais, Foxx affermò che all'epoca della composizione del brano non aveva ancora mai visto la pellicola, e che il testo della canzone non voleva essere una descrizione del film, perché "sarebbe stato un errore interpretarla in quel modo". Nonostante ciò, la canzone viene costantemente intesa ancor oggi come direttamente ispirata al film di Resnais, o come un omaggio ad esso, anche se tale intenzione non era quella originaria degli autori del brano.

## Tracce singolo
7" Single Island WIP 6404
1. ROckWrok (Foxx) - 3:34
2. Hiroshima mon amour (Foxx, Currie, Cann) - 5:13

## Formazione
- John Foxx - voce, sintetizzatore
- Billy Currie - tastiera
- Chris Cross - basso
- Warren Cann - drum machine

Ospite
- C.C. - sassofono (nella versione originale dell'album)

## Cover
- La canzone fu reinterpretata dai The Church nel 1999.